# Léon Dacheux
Léon Dacheux, né à Bischheim le 2 mars 1835 et mort à Strasbourg le 8 mars 1903, est un chanoine, écrivain et historien alsacien.

## Biographie
Léon Dacheux naît à Bischeim le 2 mars 1835 ; il est le fils d’Antoine Dacheux, un ancien officier de cavalerie qui est devenu contrôleur de l’octroi, et de Marie Holtzmann. Il effectue sa scolarité à l’école libre de la Toussaint, avant d’entrer successivement au Petit, puis au Grand séminaire de Strasbourg.
Après avoir été ordonnée prêtre en 1857, Léon Dacheux devient précepteur, puis professeur au Petit séminaire en 1858. Pendant les dix ans qui suivent, il écrit de nombreux ouvrages et collabore activement à la Revue catholique d’Alsace. Il devient le 25 août 1868 curé de la paroisse de Neudorf, dans le presbytère de laquelle il cache des francs-tireurs français en septembre 1870, ce qui lui vaut d’être emprisonné pendant dix jours par les Allemands.
Il prend la tête du Grand séminaire le 18 octobre 1881 puis devient chanoine du Grand Chapitre 26 août 1889. À la mort de Pierre-Paul Stumpf en 1890, il envisage de devenir évêque, mais sa candidature est contrecarrée par les autorités allemandes, qui le trouvent trop francophile et lui préfèrent un allemand, Adolf Fritzen. Il se consacre alors à l’étude de l’histoire et à la protection du patrimoine alsacien, activité dans le cadre de laquelle il devient président de la Société pour la conservation des monuments historiques d'Alsace en 1892. Il poursuit également son activité de publication jusqu’à sa mort le 8 mars 1903 à Strasbourg.

## Sélection de publications
- Jean Geiler de Kaysersberg, prédicateur à la cathédrale de Strasbourg, 1478-1510 : étude sur sa vie et son temps, Charles Delagrave, Paris, 1876, 583 p.
- Les plus anciens écrits de Geiler de Kaysersberg. Todtenbuechlein-Beichtspiegel-Seelenheil-Sendtbrieff-Bilger. Précédés d'une étude bibliographique, Hoffmann M., Colmar, 1882, 201 p.
- La Petite chronique de la cathédrale : La chronique strasbourgeoise de Sebald Büheler (fragments recueillis et annotés par l'abbé L. Dacheux), R. Schultz, Strasbourg, 1887, 149 p.
- La question de l'évêché de Strasbourg. Lettres publiées par le journal 'La Défense', Kehl ?, 1890 ?
- Les évêques de Strasbourg de 1592 à 1890, Strasbourg ?, 1892 ?